# Tage Skou-Hansen
Tage Skou-Hansen (12. februar 1925 i Fredericia - 11. november 2015) var en dansk forfatter. Han debuterede i 1957 med romanen De nøgne træer og har siden modtaget en lang række priser for sit omfattende forfatterskab.
Tage Skou-Hansen var søn af en bankdirektør og voksede op i Vestjylland og senere Kolding. Han blev student fra Marselisborg Gymnasium i 1942. Under krigen var han også medlem af en modstandsgruppe. Efter gymnasiet studerede han almindelig og sammenlignende litteraturhistorie ved Aarhus Universitet og blev mag.art. i 1950. Han arbejdede i perioden 1958-1967 på Askov Højskole. Tage Skou-Hansen modtog i 1978 Det Danske Akademis Store Pris og blev i 1982 medlem af Det Danske Akademi.